# 이와쿠라노미야
이와쿠라노미야(일본어: 岩倉宮 いわくらのみや[*])는 가마쿠라 시대 초기에 존재했던 궁가의 하나이다. 

## 개략
준토쿠 천황의 황자 타다나리 왕은 준토쿠 천황의 유배지인 사도가시마에서 공봉한 뇨보 종3위 후지와라노 키요스에쿄의 딸과 준토쿠 천황의 사이에서 태어났다. 그 후, 경위 미상이지만 상경하였고, 호지 원년 (1247년) 2월에 타이라노 츠네타카의 조처에 의해 몰래 원복하였다고 한다. 이후, 「이와쿠라노미야(岩倉宮)」 또는 「히로고쇼노미야(広御所宮)」로 칭했다고한다. 또한 그 이전에는 로쿠죠노미야의 칭호를 계승했다는 설도 있다.
타다나리 왕은 고안 2년에 사망했는데, 독자인 타카타다는 후에 카지이 몬제키의 권승정이 되어 「이리에노미야(入江宮)」, 「히로고쇼노미야(広御所宮)」, 「이와쿠라노미야(岩倉宮)」로 칭했다고 한다. 또, 「石蔵三郎宮」이라 칭하는 인물이 에이닌 연간 타다나리 왕의 이복동생인 요츠츠지노미야 요시무네 친왕과의 사이에서 친왕이 계승한 시치죠 원령의 소유권을 놓고 다툼을 벌였으며, 이와쿠라노미야측은 지묘인통을, 요츠츠지노미야측은 다이카쿠지통의 지원을 받아 가마쿠라 막부를 끌어들인 소송이 된 것으로 알려졌다. 이 인물은 나중에 신적강하된 미나모토노 요시히토 (요시히토 왕)으로 추정된다.
궁내청 자료 『황실제도 자료(皇室制度資料)』에서는 이와쿠라노미야를 궁가의 하나로 삼는 것에 대해 신중한 견해를 취하고 있다.

## 유래
「이와쿠라(岩倉)」, 「히로고쇼(広御所)」와 같은 궁호의 유래는 거처나 영지에 인연이 있는 것으로 추측될 뿐, 자세한 내용은 미상이다.